# Doorgestoken kaart
Doorgestoken kaart is het 62ste stripverhaal van De Kiekeboes. De reeks wordt getekend door striptekenaar Merho. Het album verscheen in september 1994.

## Verhaal
Fernand Goegebuer wil zijn oude liefde weer oppakken: goochelen. Maar om als echt goochelaar erkend te worden, moet hij lid worden van de Magische Unie, waarvoor hij een bekwaamheidsproef moet afleggen. Maar hij mist nog een assistente. Dat ziet Fanny wel zitten en ze stelt voor aan Goegebuer om als zijn assistente op te treden. Echter, de bekwaamheidsproef mislukt compleet. Maar het is niet omdat Fernand niet geslaagd is, dat Fanny geen goede assistente is. Fanny mag daarom als assistente van de grote goochelaar Luc Saflex naar een goochelfestival in Las Vegas. Maar eenmaal in Las Vegas ziet Fanny in dat het goochelwereldje niet zo onschuldig is als het lijkt. Ze wordt al van bij haar vertrekt gewaarschuwd door kleine berichtjes, die geschreven zijn op de achterkant van een speelkaart. Die zijn steeds aan een deur of op een muur bevestigd door middel van een dolk. Als Fanny de dolk eruit haalt, blijkt de kaart ongeschonden te zijn: dit moet dus het werk zijn van goochelaars.
In Las Vegas gaan Luc Saflex en Fanny op bezoek bij een zekere Ecotax, die een handel in goochelspullen heeft. Maar daar luistert ze het gesprek tussen Luc en Ecotax af, waarbij ze te weten komt dat Luc een collega-goochelaar, Sim Salabim, in een slecht daglicht wilde stellen. Want: slechts 1 lid van de Magische Unie mocht optreden in Las Vegas. Fanny wordt gehypnotiseerd door Ecotax en naar Brushwood Gulch, een nagebouwd western dorp, gebracht. Daar wordt ze echter bevrijd door haar vader, Marcel Kiekeboe. Hij legt uit hoe hij haar op het spoor is gekomen: de vriendin van Sim Salabim, Patsy, heeft hem gedwongen naar haar huis te rijden, vlak nadat hij Fanny had afgezet op de luchthaven. Daar vertelde ze dat Luc Saflex altijd al de grote rivaal van Sim Salabim is geweest. Ecotax heeft ervoor gezorgd dat Sim werd benadeeld tegenover Luc, zodat Luc naar Las Vegas mocht gaan. Bovendien heeft Ecotax banden met de maffia, waardoor Kiekeboe beseft dat zijn dochter in gevaar is. Samen met Madge Box, de assistente van Ecotax en tevens undercover agente voor de CIA, slagen ze erin te ontsnappen uit het dorp.
Uiteindelijk blijkt dat Luc Saflex, als wederdienst voor zijn optredens in Las Vegas, goocheldozen naar Europa moet zenden. Op zich lijkt de inhoud van de goocheldoos onschuldig, maar als alle delen worden gemonteerd krijgt men wapens. De bende wordt opgerold en de assistente van Ecotax (een alias voor Tex Aco), Madge Box, blijkt Patsy te zijn.